# Aeropuerto Internacional Diori Hamani
El Aeropuerto Internacional Diori Hamani (IATA: NIM, OACI: DRRN) es un aeropuerto en Niamey, la capital de Níger.
En 2019, el aeropuerto atendió a 363.093 pasajeros. El aeropuerto recibe su nombre de Hamani Diori, el primer presidente de la República de Níger.

## Aerolíneas y destinos
| Países          | Destinos        | Aeropuertos                                   | Aerolíneas              |
| --------------- | --------------- | --------------------------------------------- | ----------------------- |
| Argelia         | Argel           | Aeropuerto Internacional Houari Boumedienne   | Air Algérie             |
| Benín           | Cotonú          | Aeropuerto de Cotonú-Cadjehoun                | ASKY Airlines           |
| Burkina Faso    | Uagadugú        | Aeropuerto de Uagadugú                        | Air Burkina             |
| Burkina Faso    | Uagadugú        | Aeropuerto de Uagadugú                        | ASKY Airlines           |
| Burkina Faso    | Uagadugú        | Aeropuerto de Uagadugú                        | Ethiopian Airlines      |
| Chad            | Yamena          | Aeropuerto Internacional de Yamena            | Turkish Airlines        |
| Costa de Marfil | Abiyán          | Aeropuerto Port Bouet                         | Air Cote d'Ivoire       |
| Etiopía         | Adís Abeba      | Aeropuerto Internacional Bole                 | Ethiopian Airlines      |
| Francia         | París (vía LFW) | Aeropuerto de París-Charles de Gaulle         | Air France (suspendido) |
| Libia           | Trípoli         | Aeropuerto Internacional Mitiga               | Libyan Airways          |
| Marruecos       | Casablanca      | Aeropuerto Internacional Mohammed V           | Royal Air Maroc         |
| Nigeria         | Abuya           | Aeropuerto Internacional Nnamdi Azikiwe       | Air Peace               |
| Nigeria         | Kano            | Aeropuerto Internacional de Kano Mallam Aminu | Air Peace               |
| Togo            | Lomé            | Aeropuerto de Lomé-Tokoin                     | Air France (suspendido) |
| Togo            | Lomé            | Aeropuerto de Lomé-Tokoin                     | ASKY Airlines           |
| Turquía         | Estambul        | Aeropuerto de Estambul                        | Turkish Airlines        |